# Neussargues en Pinatelle
Neussargues en Pinatelle é uma comuna francesa na região administrativa da Auvérnia-Ródano-Alpes, no departamento de Cantal. Estende-se por uma área de 91,98 km². Em 2010 a comuna tinha 1 841 habitantes (densidade: 20 hab./km²).
A municipalidade foi estabelecida em 1 de dezembro de 2016 e consiste na fusão das antigas comunas de Celles, Chalinargues, Chavagnac, Neussargues-Moissac e Sainte-Anastasie.